# Cizur
Cizur è un comune spagnolo di 2 543 abitanti situato nella comunità autonoma della Navarra.
Nel 1992 il territorio comunale venne suddiviso e parte di esso divenne del nuovo comune di Zizur Mayor.